# 何塞·马里亚·阿斯纳尔
何塞·马里亚·阿尔弗雷多·阿斯纳尔·洛佩斯（西班牙語：José María Alfredo Aznar López，發音：[xoˈse maˈɾi.a alˈfɾeðo aθˈnaɾ ˈlopeθ] ⓘ；1953年2月25日—），西班牙政治家，前任西班牙首相。

## 簡介
拥有马德里康普顿斯大学法学硕士学位。1978年，加入人民联盟。1979年，任人民联盟洛罗尼奥地区总书记。1982年—1987年，任人民联盟总书记助理。

## 政治生涯
1982年，当选为议会议员，1987年6月—1989年9月，任卡斯蒂利亚-莱昂自治区政府主席。

## 首相
1989年加入西班牙人民黨，1990年当选为人民党主席，后连任两届。1996年3月，人民党在西班牙大选中获胜，結束工人社會黨长達14年的統治，阿斯纳尔出任西班牙新首相。马里亚诺·拉霍伊出任副首相。
2003年，伊拉克战争期间，西班牙积极支持英美參与发动战争，因而招致2004年的马德里火车站连环爆炸案，导致近200人死亡。一个月之后的大選，人民黨慘敗，結束8年執政，他失去首相职位，继任的新社會黨政府立即宣布从伊拉克撤军。